# بایرن برترام
 بایرن برترام (انگلیسی: Byron Bertram؛ زاده ۲۹ اکتبر ۱۹۵۲) یک تنیس‌باز اهل آفریقای جنوبی است.